# Magnúsarfoss
Magnúsarfoss è una cascata alta 9 metri situata all'interno del Parco nazionale Skaftafell, nella regione dell'Austurland, nella parte sudorientale dell'Islanda.

## Descrizione
La cascata si trova nel territorio comunale di Hornafjörður, ed è inclusa nel Parco nazionale Skaftafell. Magnúsarfoss è posta lungo il corso del fiume Stórilækur (in lingua islandese: grande ruscello), al di sotto della cascata Svartifoss, ma prima di Hundafoss e Þjófafoss. Il salto complessivo d'acqua raggiunge i 9 metri, con una larghezza iniziale di 2 metri. Il ruscello non ha normalmente una grande portata d'acqua, all'infuori del periodo di fusione della neve, quando le sue dimensioni aumentano considerevolmente.

## Accesso
Magnúsarfoss è la più piccola delle tre cascate che si incontrano lungo il popolare sentiero che dal centro informazioni del Parco nazionale Skaftafell conduce alla più conosciuta cascata Svartifoss, ma la segnaletica è piuttosto scarsa per cui la cascata è poco frequentata. È raggiungibile anche dal lato ovest del parcheggio per la visita alla Svartifoss. Come Hundafoss, che si trova poco più a valle, la vista della cascata è parzialmente ostruita dalla vegetazione che ricopre le pareti della gola entro cui cade.

## Centrale idroelettrica
La particolarità di questa cascata è una piccola centrale idroelettrica, che dal 1925 alimenta la fattoria Bölti con l'elettricità prodotta da una turbina Francis che sfrutta un salto di 12 metri (equivalente a una potenza di 9 kW). L'alimentazione avviene attraverso tubi di legno con un diametro interno di 10-12 pollici. Sempre nel 1925 fu messa in funzione una centrale idroelettrica separata (1 kW, prevalenza 33 m, lunghezza del tubo 100 m) per l'azienda agricola Hæðir, che si trova più a est. Solo nel 1973 la zona di Öræfi è stata allacciata alla rete elettrica generale.